# Etawah (huyện)
Huyện Etawah là một huyện thuộc bang Uttar Pradesh, Ấn Độ. Thủ phủ huyện Etawah đóng ở Etawah. Huyện Etawah có diện tích 2287 ki lô mét vuông. Đến thời điểm năm 2001, huyện Etawah có dân số 1340031 người.